# Pavillon 21 MINI Opera Space
Der Pavillon 21 MINI Opera Space ist eine temporäre Spielstätte der Bayerischen Staatsoper auf dem Münchener Marstallplatz.

## Gebäude
Geplant vom Wolf D. Prix gegründeten österreichischen Architekturbüro Coop Himmelb(l)au und unterstützt von Mini als privatem Financier, wurde das Gebäude ab April 2010 auf dem Münchener Marstallplatz errichtet und anlässlich der Opernfestspiele am 24. Juni 2010 eröffnet. Es besitzt eine Grundfläche von 560 m² bei einer Länge von 38,5 m und einer Breite von 25,5 m, die Gebäudehöhe beträgt 12,5 m. Die Baukosten betrugen 2,1 Millionen Euro.

## Konzept
Das Gebäude wurde so konzipiert, dass es jederzeit wieder abgebaut und an anderer Stelle, innerhalb weniger Tage, für andere Veranstaltungen wieder aufgebaut werden kann. Da der abgebaute Pavillon aber einen Platzbedarf von 20 Seecontainern hat, erwies sich der Aufwand für einen Umzug als zu mühsam und die jeweiligen Aufbaukosten von rund einer halben Million Euro als zu kostspielig, sodass der Pavillon bisher erst zweimal aufgebaut wurde. Seitdem ist er in den Containern in einer Regensburger Lagerhalle eingemottet. Daher sind zurzeit Überlegungen im Gange, den Pavillon irgendwo fest aufzustellen, was bisher an einem geeigneten Grundstück gescheitert ist, oder ihn zu verschrotten.